# Dimensiones de tiempo múltiples
En ocasiones se ha discutido en el ámbito de la física y de la filosofía la posibilidad de que pudieran existir más de una dimensión de tiempo.

## Física
La teoría especial de la relatividad describe el espaciotiempo como una variedad cuyo tensor métrico posee un autovalor negativo. Ello se corresponde con la existencia de una dirección del "tiempo". Una métrica con múltiples autovalores negativos implicaría, por lo tanto, varias direcciones temporales, o sea múltiples dimensiones de tiempo, pero no existe consenso sobre las relaciones entre estos "tiempos" adicionales y el tiempo en su forma tradicional.
Si fuera correcto generalizar la teoría especial de la relatividad para el caso del tiempo k dimensional (t1,t2,…,tk) y espacio n dimensional (xk+1, xk+2,..., xk+n), entonces el intervalo dimensional (k+n), por ser un invariante, quedaría definido por la relación (dsk,n)2=(cdt1)2+…+(cdtk)2−(dxk+1)2−…−(dxk+n)2. La signatura métrica sería
{\displaystyle (\underbrace {+,\cdots ,+} _{k},\underbrace {-,\cdots ,-} _{n})\,} - convención de signo temporal,
(o {\displaystyle (\underbrace {-,\cdots ,-} _{k},\underbrace {+,\cdots ,+} _{n})\,} - convención de signo espacial).
Las transformaciones entre los dos marcos de referencia inerciales K y K′, que se encuentran en configuración estándar (o sea, transformaciones sin traslaciones y/o rotaciones del eje del espacio en el hiperplano del espacio y/o rotaciones del eje temporal en el hiperplano del tiempo, quedan representadas por las siguientes relaciones:
{\displaystyle t'_{\sigma }=\sum _{{\theta }=1}^{k}\left(\delta _{{\sigma }{\theta }}t_{\theta }+{\frac {c^{2}}{v_{\sigma }v_{\theta }}}\beta ^{2}({\zeta }-1)t_{\theta }\right)-{\frac {1}{v_{\sigma }}}\beta ^{2}{\zeta }x_{k+1},}
{\displaystyle x'_{k+1}=-c^{2}\beta ^{2}\zeta \sum _{{\theta }=1}^{k}{\frac {t_{\theta }}{v_{\theta }}}+{\zeta }x_{k+1},}
{\displaystyle x'_{\lambda }=x_{\lambda },}
donde {\displaystyle \mathbf {v} _{1}=(v_{1},\underbrace {0,\cdots ,0} _{n-1})\,\!,} {\displaystyle \mathbf {v} _{2}=(v_{2},\underbrace {0,\cdots ,0} _{n-1})\,\!,} {\displaystyle \mathbf {v} _{k}=(v_{k},\underbrace {0,\cdots ,0} _{n-1})\,\!}
son los vectores de las velocidades de K′ respecto a K, definidos con respecto a las dimensiones del tiempo t1,t2,…,tk; {\displaystyle \beta ={\frac {1}{\sqrt {\sum _{{\mu }=1}^{k}{\frac {c^{2}}{v_{\mu }^{2}}}}}};}
{\displaystyle \zeta ={\frac {1}{\sqrt {1-\beta ^{2}}}};}
σ=1,2,...,k; λ=k+2,k+3,...,k+n. Aquí δσθ es la delta de Kronecker. Estas transformaciones son una generalización de la transformación de Lorentz en una dirección espacial fija (xk+1) en el campo del tiempo multidimensional y el espacio multidimensional.
Llamemos: {\displaystyle {\frac {\mathrm {d} x_{\eta }}{\mathrm {d} t_{\sigma }}}=V_{\sigma \eta }} y
{\displaystyle {\frac {\mathrm {d} x'_{\eta }}{\mathrm {d} t'_{\sigma }}}=V'_{\sigma \eta },}

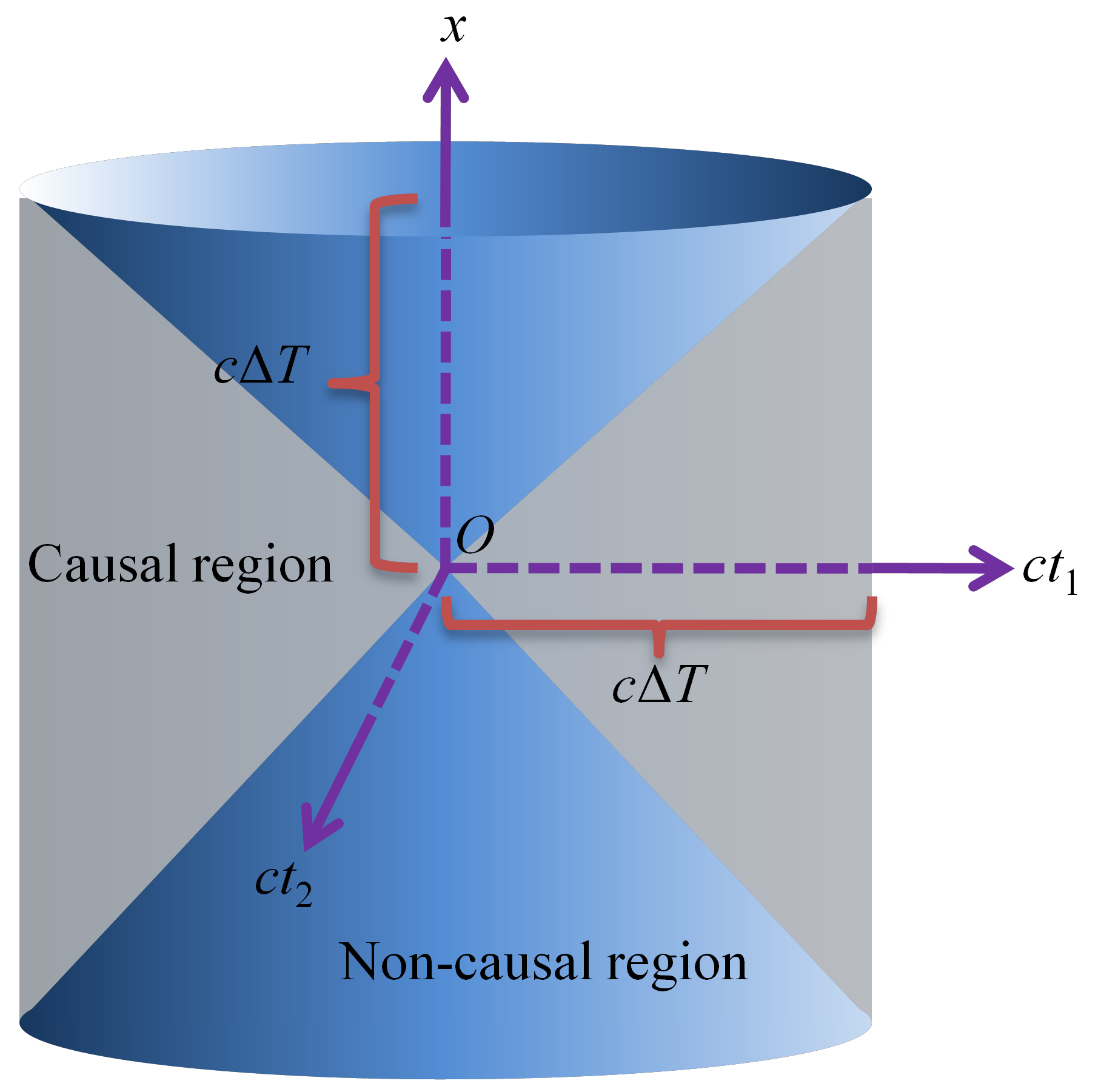
Estructura causal de un espacio-tiempo con dos dimensiones de tiempo y una dimensión espacial

donde σ=1,2,...,k; η=k+1,k+2,...,k+n. La fórmula para sumar velocidades queda expresada por la relación
{\displaystyle V'_{\sigma \left(k+1\right)}={\frac {V_{\sigma \left(k+1\right)}\zeta \left(1-\beta ^{2}\sum _{{\theta }=1}^{k}{\frac {c^{2}}{v_{\theta }V_{\theta \left(k+1\right)}}}\right)}{1+{\frac {V_{\sigma \left(k+1\right)}}{v_{\sigma }}}\beta ^{2}\left(\left(\zeta -1\right)\sum _{{\theta }=1}^{k}{\frac {c^{2}}{v_{\theta }V_{\theta \left(k+1\right)}}}-\zeta \right)}},}
{\displaystyle V'_{\sigma \lambda }={\frac {V_{\sigma \lambda }}{1+{\frac {V_{\sigma \left(k+1\right)}}{v_{\sigma }}}\beta ^{2}\left(\left(\zeta -1\right)\sum _{{\theta }=1}^{k}{\frac {c^{2}}{v_{\theta }V_{\theta \left(k+1\right)}}}-\zeta \right)}},}
donde σ=1,2,...,k; λ=k+2,k+3,...,k+n.
Para simplificar el análisis, en el caso de solo una dimensión espacial x3 y de dos dimensiones de tiempo x1 y x2. (O sea, x1=ct1, x2=ct2, x3=x.) Supóngase que en el punto O, con coordenadas x1=0, x2=0, x3=0, ha ocurrido un evento E. Supongase que ha transcurrido un determinado intervalo de tiempo {\displaystyle \Delta T={\sqrt {\left(\Delta t_{1}\right)^{2}+\left(\Delta t_{2}\right)^{2}}}\geq 0} desde el evento E.
La región causal, conectada con el evento E incluye la superficie lateral del cono circular recto { (x1)2+(x2)2−(x3)2=0 }, la superficie lateral del cilindro circular recto { (x1)2+(x2)2=c2ΔT2 } y la región interna definida por dichas superficies, o sea la región causal incluye todos los puntos (x1,x2,x3), para los cuales se satisfacen las condiciones
{ (x1)2+(x2)2−(x3)2=0 y |x3|≤cΔT } o
{ (x1)2+(x2)2=c2ΔT2 y |x3|≤cΔT } o
{ (x1)2+(x2)2−(x3)2>0 y (x1)2+(x2)2<c2ΔT2 }

En el ámbito de la física se han publicado algunos trabajos sobre teorías con más de una dimensión de tiempo, ya como una descripción seria de la realidad o meramente como una curiosidad posible. La obra de Itzhak Bars sobre "física de dos tiempos", inspirada por la simetría SO(10,2) de la estructura supersimétrica extendida de la teoría M, es el desarrollo más reciente y sistemático del concepto (véase también la teoría F). Walter Craig y Steven Weinstein demostraron la existencia de un problema de valor inicial bien definido para la ecuación ultrahiperbólica (ecuación de la onda en más de una dimensión temporal). Ello demostró que la información inicial de una hipersuperficie mixta (en el espacio y el tiempo) que satisface una determinada relación nolocal evoluciona de manera determinística en la dimensión de tiempo adicional.

## Filosofía
En el libro An Experiment with Time de J.W. Dunne (1927) se describe una ontología en la cual existe una jerarquía infinita de mentes conscientes, cada una con su propia dimensión de tiempo y capaz de ver eventos en dimensiones de tiempo inferiores desde fuera. A menudo su teoría ha sido criticada por su regresión infinita excesiva.
La posibilidad conceptual de múltiples dimensiones de tiempo también ha sido analizada por la filosofía analítica moderna.
El filósofo inglés John G. Bennett planteó un universo de seis dimensiones con las tres dimensiones espaciales usuales y tres dimensiones de tipo tiempo a las que denominó tiempo, eternidad e hyparxis. El tiempo es el tiempo cronológico secuencial que experimentamos en nuestra vida cotidiana. Las dimensiones de hipertiempo denominadas eternidad e hyparxis plantea que son propiedades distintivas en sí mismas. La eternidad puede ser considerada un tiempo cosmológico o un tiempo sin tiempo. Se supone que la hyparxis se caracteriza por su capacidad-para-ser y puede ser más perceptible en el ámbito de los procesos cuánticos.
La conjunción de las dos dimensiones tiempo y eternidad podría formar una base hipotética para una cosmología multiverso con la existencia de universos paralelos en un plano de amplias posibilidades. La tercera dimensión de tipo temporal, la hyparxis, podría permitir la existencia teórica de posibilidades de tipo ciencia ficción, tales como el viaje en el tiempo, el desplazamiento entre mundos paralelos y viajar a velocidades mayores que la velocidad de la luz.
Si bien Bennett desarrollo algunas especulaciones curiosas, sus ideas se detienen en algunos aspectos subjetivos sobre la percepción del tiempo, que no están sustentadas sobre una base científica. Tampoco analiza la cuestión de la medición de estas hipotéticas dimensiones adicionales temporales.

## En la ficción
- En la novela final de la trilogía Humans as Gods, «The Reverse Time Loop» (1977), de Sergey Snegov, el protagonista dice: «Mi idea es salir del tiempo unidimensional durante un tiempo bi-dimensional»[6]
- En la novela The Number of the Beast de Robert A. Heinlein (1980) se presenta una cosmología de seis dimensiones en la cual existen tres dimensiones de tiempo, denominadas t, tau (griega τ) y teh (cirílica cursiva т).
- En la novela Ware Tetralogy, de Rudy Rucker, aparecen unos extraterrestres llamados metamarcianos que "provienen de un sector del cosmos en el cual el tiempo es bi-dimensional".[7]
- En la novela de la saga Star Trek The Wounded Sky, de Diane Duane, el físico hamalki K't'lk afirma que el tiempo posee tres dimensiones, denominadas "comienzo", "duración" y "terminación".
- En la serie televisiva Doctor Who, el Doctor menciona en repetidas ocasiones la "rotura en el tiempo" y el salto entre la primera y segunda dimensiones. Sin embargo la serie se enfoca en mayor medida en el argumento del episodio en cuestión que en desarrollar explicaciones o teorías.